# 노르웨이 왕자 스베레 망누스
스베레 망누스(Sverre Magnus, 2005년 12월 3일 ~ )는 글뤽스부르크가 출신의 노르웨이 왕자로서 노르웨이 왕세자 호콘과 노르웨이 왕세자빈 메테마리트의 아들이다. 